# アジサイ属
アジサイ属（あじさいぞく、学名: Hydrangea）は、被子植物門ミズキ目の1属。アジサイを含み、広義にはこの属をアジサイと総称する。学名から、ヒドランジアあるいはハイドランジアともいう。

## 名称
アジサイという名称は、集まるという意味の「あづ」と、接続詞の「さ」と「あい（藍）」を略した「さあい」が合わさった言葉で、藍色の（青い）小花が集まって咲くことから、名付けられたとされる。「紫陽花」という当て字は、中国の招賢寺にあった花の名前で、アジサイとは異なるものであったといわれる。
学名の Hydrangea はギリシア語の ὕδρο（水）と αγγειον（容器）に由来する。果実の形によるという説もある。
フィリベール・コメルソンとジャン＝バティスト・ラマルクは、モーリシャスで栽培されていた植物を Hortensia oploides と命名し、フランス語や英語、西ヨーロッパの言語では「ホルテンシア (hortensia)」 とも呼ばれる。これはオルタンス (Hortense) という実在の女性の名をとったものである。アントワーヌ・ローラン・ド・ジュシューが著書でそのことを発表したが、誰のことであるかは明らかにされていなかった。コメルソンがブーゲンビル島への航海に男装させ同行させたジャンヌ・バレという娘であるとか、オルタンス王女であるとか、当時有名であった時計や実験器具の製作者の妻、ニコール＝レイヌ・ルポートの別名であるとかの説があり、有力なのは、コメルソンに協力したナッサウ＝ジーゲン公爵家の娘であるというものである。

## 系統と分類
エングラーの分類体系ではユキノシタ科アジサイ属とされていたが、クロンキスト体系ではユキノシタ科のうち木本類をアジサイ科として分離独立させた。分子系統に基づくAPG分類体系でも、アジサイ科をユキノシタ科とは全く異なるミズキ目に所属させている。
アジサイ属は McClintock (1957) により
- アジサイ節 Sect. Hydrangea *
  - アジサイ亜節 Subsect. Macrophyllae *
  - タマアジサイ亜節 Subsect. Asperae *
  - コアジサイ亜節 Subsect. Petalanthe
  - アメリカノリノキ亜節 Subsect. Americanae *
  - ノリウツギ亜節 Subsect. Heteromallae
  - ツルアジサイ亜節 Subsect. Calyptranthe
- クスノハアジサイ節 Sect. Cornidia
  - モノセギア亜節 Subsect. Monosegia *
  - ポリセギア亜節 Subsect. Polysegia

の2節8亜節に分類された。または、ツルアジサイ亜節をツルアジサイ節として独立させ3節とし、コアジサイ亜節をアジサイ亜節に含め6グループ（6亜節とツルアジサイ節）とする分類もある。しかし、これらの分類は系統的ではなく、上のリストでは「*」を付けた節と亜節は単系統ではない。
ミトコンドリアDNAによる分子系統は次のとおり。アジサイ属は側系統で、アジサイ族の他の属も内包する。そのため、これらの属はアジサイ属に吸収させることが考えられている。
|  | クサアジサイ属 Cardiandra |
|  |                           |
|  | ギンバイソウ属 Deinanthe  |
|  |                           |

|  | シマユキカズラ属 Pileostegia                                                            |
|  |                                                                                         |
|  | \| \| イワガラミ属 Schizophragma \| \| \| \| \| \| セキヘキノキ属 Decumaria \| \| \| \| |
|  |                                                                                         |
|  | イワガラミ属 Schizophragma                                                              |
|  |                                                                                         |
|  | セキヘキノキ属 Decumaria                                                                |
|  |                                                                                         |

|  | イワガラミ属 Schizophragma |
|  |                            |
|  | セキヘキノキ属 Decumaria   |
|  |                            |

|  | クスノハアジサイ節 Cornidia   |
|  |                               |
|  | ツルアジサイ亜節 Calyptranthe |
|  |                               |

|  | クサアジサイ属 Cardiandra |
|  |                           |
|  | ギンバイソウ属 Deinanthe  |
|  |                           |

|  | シマユキカズラ属 Pileostegia                                                            |
|  |                                                                                         |
|  | \| \| イワガラミ属 Schizophragma \| \| \| \| \| \| セキヘキノキ属 Decumaria \| \| \| \| |
|  |                                                                                         |
|  | イワガラミ属 Schizophragma                                                              |
|  |                                                                                         |
|  | セキヘキノキ属 Decumaria                                                                |
|  |                                                                                         |

|  | イワガラミ属 Schizophragma |
|  |                            |
|  | セキヘキノキ属 Decumaria   |
|  |                            |

|  | クスノハアジサイ節 Cornidia   |
|  |                               |
|  | ツルアジサイ亜節 Calyptranthe |
|  |                               |

|  | ジョウザン属 Dichroa                                                                                             |
|  | |
|  | \| \| アジサイ亜節2 “Macrophyllae 2”（ヤマアジサイなど） \| \| \| \| \| \| コアジサイ亜節 Petalanthe \| \| \| \| |
|  | |
|  | アジサイ亜節2 “Macrophyllae 2”（ヤマアジサイなど）                                                               |
|  | |
|  | コアジサイ亜節 Petalanthe                                                                                        |
|  | |

|  | アジサイ亜節2 “Macrophyllae 2”（ヤマアジサイなど） |
|  |                                                    |
|  | コアジサイ亜節 Petalanthe                          |
|  |                                                    |

|  | ジョウザン属 Dichroa                                                                                             |
|  | |
|  | \| \| アジサイ亜節2 “Macrophyllae 2”（ヤマアジサイなど） \| \| \| \| \| \| コアジサイ亜節 Petalanthe \| \| \| \| |
|  | |
|  | アジサイ亜節2 “Macrophyllae 2”（ヤマアジサイなど）                                                               |
|  | |
|  | コアジサイ亜節 Petalanthe                                                                                        |
|  | |

|  | アジサイ亜節2 “Macrophyllae 2”（ヤマアジサイなど） |
|  |                                                    |
|  | コアジサイ亜節 Petalanthe                          |
|  |                                                    |

|  | ジョウザン属 Dichroa                                                                                             |
|  | |
|  | \| \| アジサイ亜節2 “Macrophyllae 2”（ヤマアジサイなど） \| \| \| \| \| \| コアジサイ亜節 Petalanthe \| \| \| \| |
|  | |
|  | アジサイ亜節2 “Macrophyllae 2”（ヤマアジサイなど）                                                               |
|  | |
|  | コアジサイ亜節 Petalanthe                                                                                        |
|  | |

|  | アジサイ亜節2 “Macrophyllae 2”（ヤマアジサイなど） |
|  |                                                    |
|  | コアジサイ亜節 Petalanthe                          |
|  |                                                    |

|  | ジョウザン属 Dichroa                                                                                             |
|  | |
|  | \| \| アジサイ亜節2 “Macrophyllae 2”（ヤマアジサイなど） \| \| \| \| \| \| コアジサイ亜節 Petalanthe \| \| \| \| |
|  | |
|  | アジサイ亜節2 “Macrophyllae 2”（ヤマアジサイなど）                                                               |
|  | |
|  | コアジサイ亜節 Petalanthe                                                                                        |
|  | |

|  | アジサイ亜節2 “Macrophyllae 2”（ヤマアジサイなど） |
|  |                                                    |
|  | コアジサイ亜節 Petalanthe                          |
|  |                                                    |

|  | クサアジサイ属 Cardiandra |
|  |                           |
|  | ギンバイソウ属 Deinanthe  |
|  |                           |

|  | シマユキカズラ属 Pileostegia                                                            |
|  |                                                                                         |
|  | \| \| イワガラミ属 Schizophragma \| \| \| \| \| \| セキヘキノキ属 Decumaria \| \| \| \| |
|  |                                                                                         |
|  | イワガラミ属 Schizophragma                                                              |
|  |                                                                                         |
|  | セキヘキノキ属 Decumaria                                                                |
|  |                                                                                         |

|  | イワガラミ属 Schizophragma |
|  |                            |
|  | セキヘキノキ属 Decumaria   |
|  |                            |

|  | クスノハアジサイ節 Cornidia   |
|  |                               |
|  | ツルアジサイ亜節 Calyptranthe |
|  |                               |

|  | クサアジサイ属 Cardiandra |
|  |                           |
|  | ギンバイソウ属 Deinanthe  |
|  |                           |

|  | シマユキカズラ属 Pileostegia                                                            |
|  |                                                                                         |
|  | \| \| イワガラミ属 Schizophragma \| \| \| \| \| \| セキヘキノキ属 Decumaria \| \| \| \| |
|  |                                                                                         |
|  | イワガラミ属 Schizophragma                                                              |
|  |                                                                                         |
|  | セキヘキノキ属 Decumaria                                                                |
|  |                                                                                         |

|  | イワガラミ属 Schizophragma |
|  |                            |
|  | セキヘキノキ属 Decumaria   |
|  |                            |

|  | クスノハアジサイ節 Cornidia   |
|  |                               |
|  | ツルアジサイ亜節 Calyptranthe |
|  |                               |

|  | ジョウザン属 Dichroa                                                                                             |
|  | |
|  | \| \| アジサイ亜節2 “Macrophyllae 2”（ヤマアジサイなど） \| \| \| \| \| \| コアジサイ亜節 Petalanthe \| \| \| \| |
|  | |
|  | アジサイ亜節2 “Macrophyllae 2”（ヤマアジサイなど）                                                               |
|  | |
|  | コアジサイ亜節 Petalanthe                                                                                        |
|  | |

|  | アジサイ亜節2 “Macrophyllae 2”（ヤマアジサイなど） |
|  |                                                    |
|  | コアジサイ亜節 Petalanthe                          |
|  |                                                    |

|  | ジョウザン属 Dichroa                                                                                             |
|  | |
|  | \| \| アジサイ亜節2 “Macrophyllae 2”（ヤマアジサイなど） \| \| \| \| \| \| コアジサイ亜節 Petalanthe \| \| \| \| |
|  | |
|  | アジサイ亜節2 “Macrophyllae 2”（ヤマアジサイなど）                                                               |
|  | |
|  | コアジサイ亜節 Petalanthe                                                                                        |
|  | |

|  | アジサイ亜節2 “Macrophyllae 2”（ヤマアジサイなど） |
|  |                                                    |
|  | コアジサイ亜節 Petalanthe                          |
|  |                                                    |

|  | ジョウザン属 Dichroa                                                                                             |
|  | |
|  | \| \| アジサイ亜節2 “Macrophyllae 2”（ヤマアジサイなど） \| \| \| \| \| \| コアジサイ亜節 Petalanthe \| \| \| \| |
|  | |
|  | アジサイ亜節2 “Macrophyllae 2”（ヤマアジサイなど）                                                               |
|  | |
|  | コアジサイ亜節 Petalanthe                                                                                        |
|  | |

|  | アジサイ亜節2 “Macrophyllae 2”（ヤマアジサイなど） |
|  |                                                    |
|  | コアジサイ亜節 Petalanthe                          |
|  |                                                    |

|  | ジョウザン属 Dichroa                                                                                             |
|  | |
|  | \| \| アジサイ亜節2 “Macrophyllae 2”（ヤマアジサイなど） \| \| \| \| \| \| コアジサイ亜節 Petalanthe \| \| \| \| |
|  | |
|  | アジサイ亜節2 “Macrophyllae 2”（ヤマアジサイなど）                                                               |
|  | |
|  | コアジサイ亜節 Petalanthe                                                                                        |
|  | |

|  | アジサイ亜節2 “Macrophyllae 2”（ヤマアジサイなど） |
|  |                                                    |
|  | コアジサイ亜節 Petalanthe                          |
|  |                                                    |

## 種
アジサイ属の野生種としては、日本には14種・1亜種・6変種がある。

### アジサイ節

#### アジサイ亜節

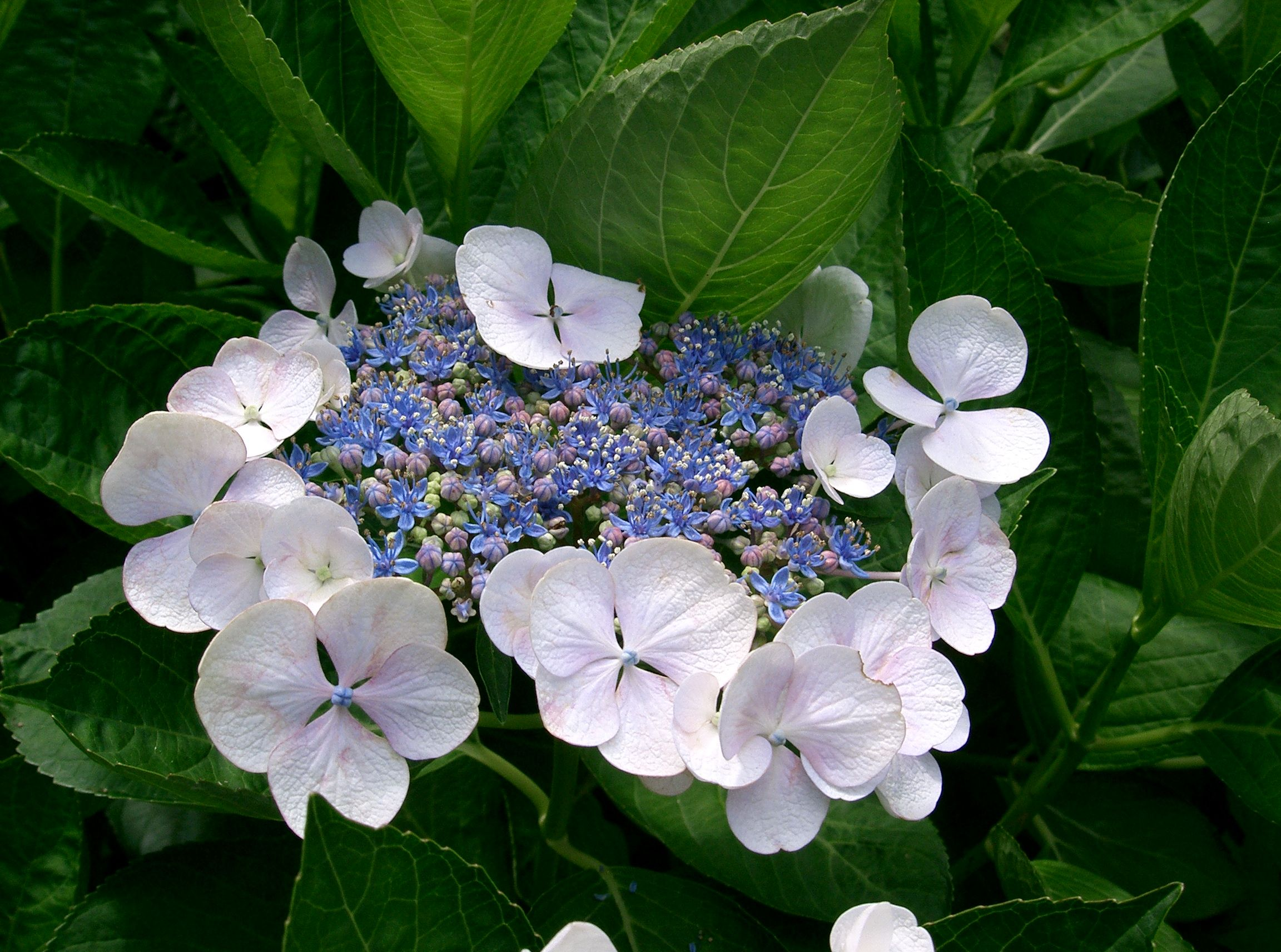
ガクアジサイ H. macrophylla

アジサイ亜節 (Subsect. Macrophyllae) には、ガクアジサイ、ヤマアジサイ、ハイドランゲア・スティロサの3種が含まれ、いずれもアジアにのみ自生する。
白色または有色の花を付ける。通常、花序（花の並び方）は中央に両性花があってその周りを中性花（装飾花）が囲んだ平坦な形であるが、まれにほとんどが中性花からなる球形の花序が生じる。両性花は種を作るが、中性花は結実しない。基部から枝分かれする低木であるという点は共通するが、高さは種により異なる。種子は卵形または長い楕円形で、長さは0.5–1mmである。ガクアジサイとヤマアジサイとは自然雑種ハイドランゲア・セロトフィラ H. × serratophylla を生じるが、これらを人為的に交配させることによって、多くの栽培品種が作り出されている。6月から8月にかけて花を咲かせる。
分子系統では、ヤマアジサイなどからなる系統と、H・スティロサなどからなる系統の2系統に分かれた側系統で、コアジサイ亜節やジョウザン属を内包する。ガクアジサイの原種は解析されていないが、その栽培種は双方の系統に含まれており、他種との交配による多系統かもしれない。
ガクアジサイ
Hydrangea macrophylla (Thunberg) Seringe。房総半島、三浦半島、伊豆半島、伊豆諸島、足摺岬で海岸に自生する。このためハマアジサイとも呼ばれる。花序は多数の両性花を中心として、装飾花が周りを縁取る。花序は直径12–18センチ、装飾花は直径3–6センチで色は白色・青色・淡青緑色・または淡赤紫色、両性花は濃紫色である。
変種に、花序のほとんどが装飾花からなるアジサイ（ホンアジサイ） H. macrophylla var. macrophylla がある。
ヤマアジサイ
Hydrangea serrata (Thunberg) Seringe。種として認めずアジサイ H. macrophylla に含めることもある。
日本（関東より西の本州、四国、九州などの山地）、千島列島、台湾、中国南部の山地にみられる。山中で沢によく見られることからサワアジサイとも呼ばれる。ガクアジサイと比べ、花の色が多様性に富む。花序は直径7–18センチ、装飾花は直径1.7–3センチ。甘茶の原料となるが、「甘茶（アマチャ）」は分類上特定の品種を指す名称ではない。
ヤマアジサイは分布域が広く、亜種としてエゾアジサイ、アマギアマチャ、ベニガク、栽培品種としてシチダンカなどがある。
ハイドランゲア・スティロサ
Hydrangea stylosa J. D. Hooker & Thomson。ガクアジサイの亜種や変種とする説もある。ブータン、ベトナム原産の種である。山地にのみ生える。花はガクアジサイに似るが、色は薄い。H. indochinensis はこれに含めることがある。

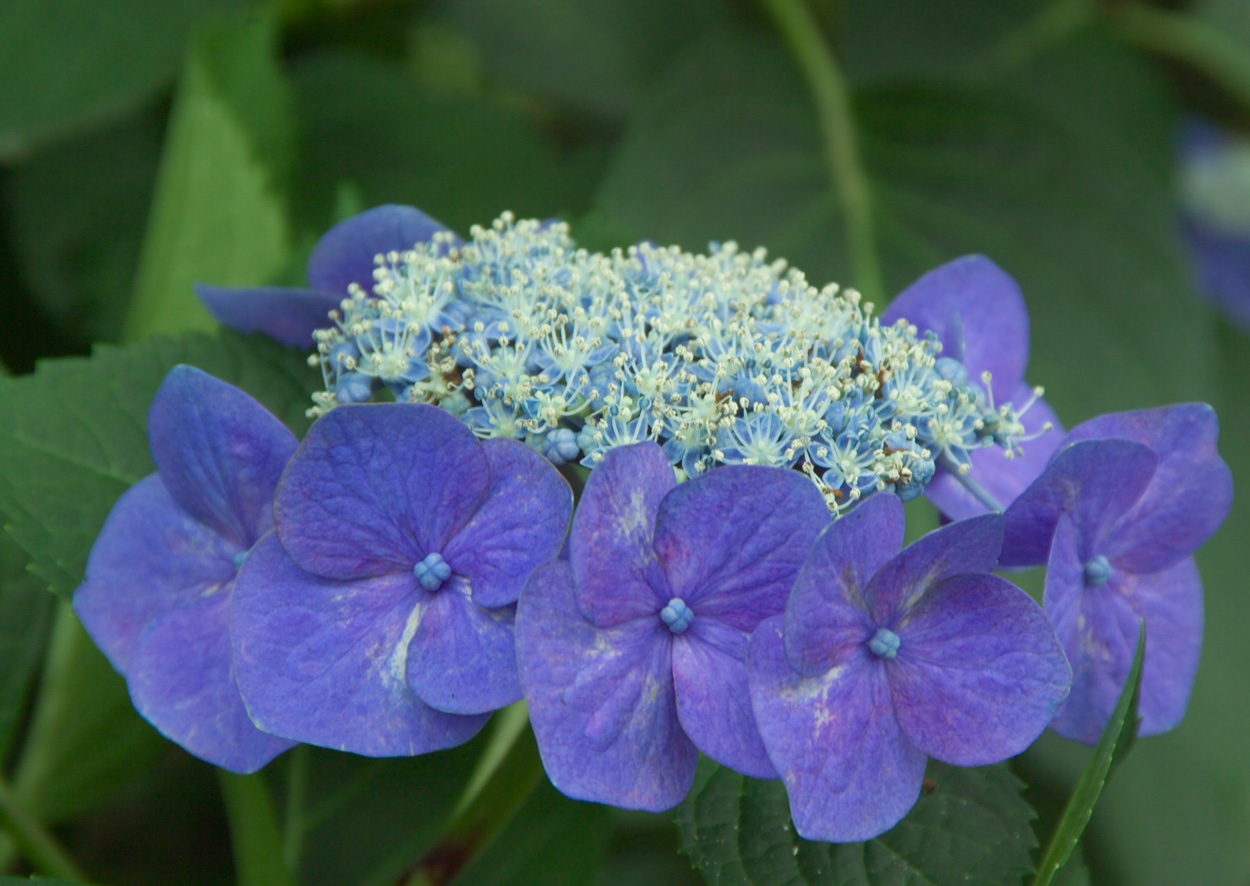
ガクアジサイ
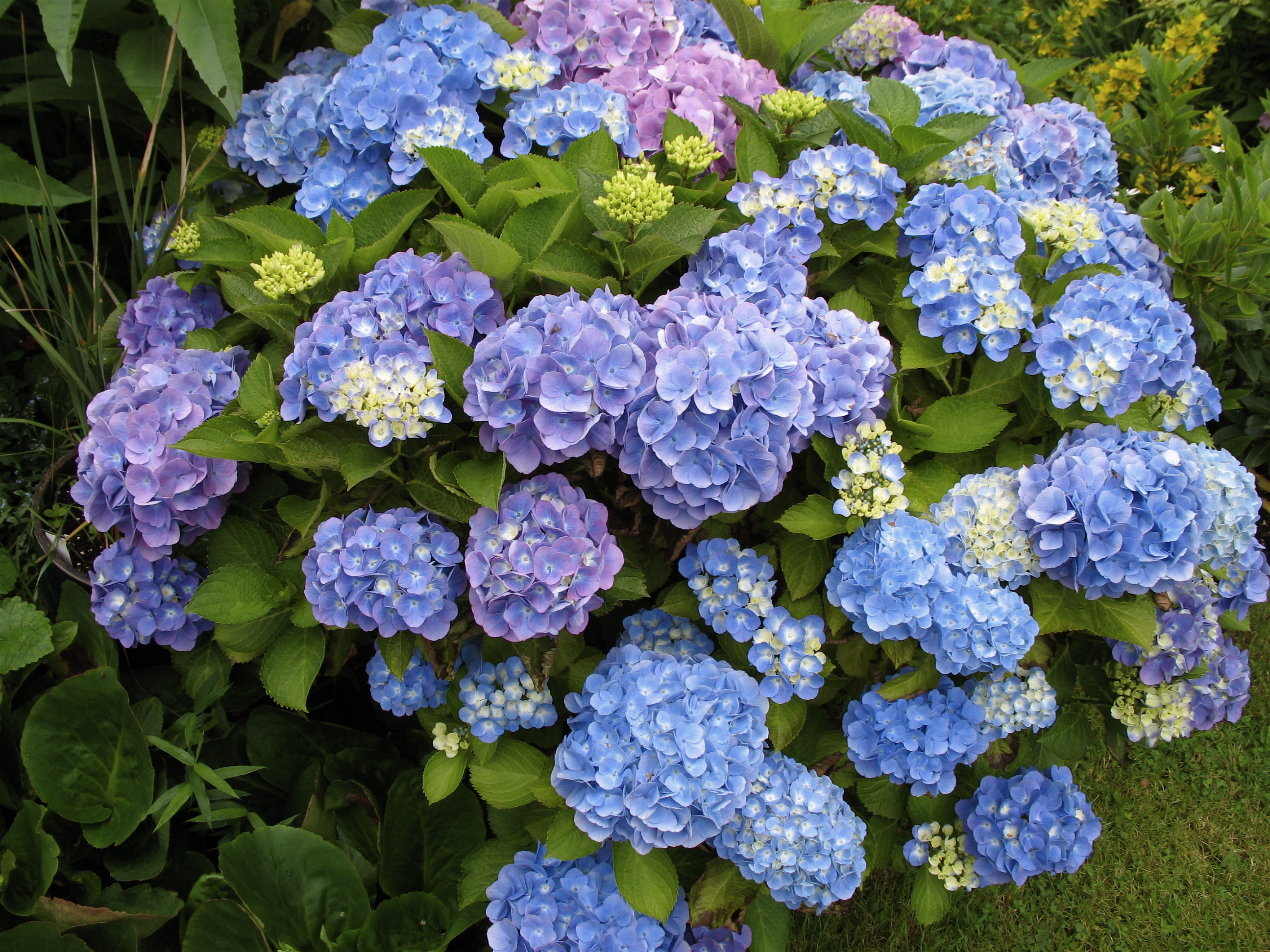
アジサイ
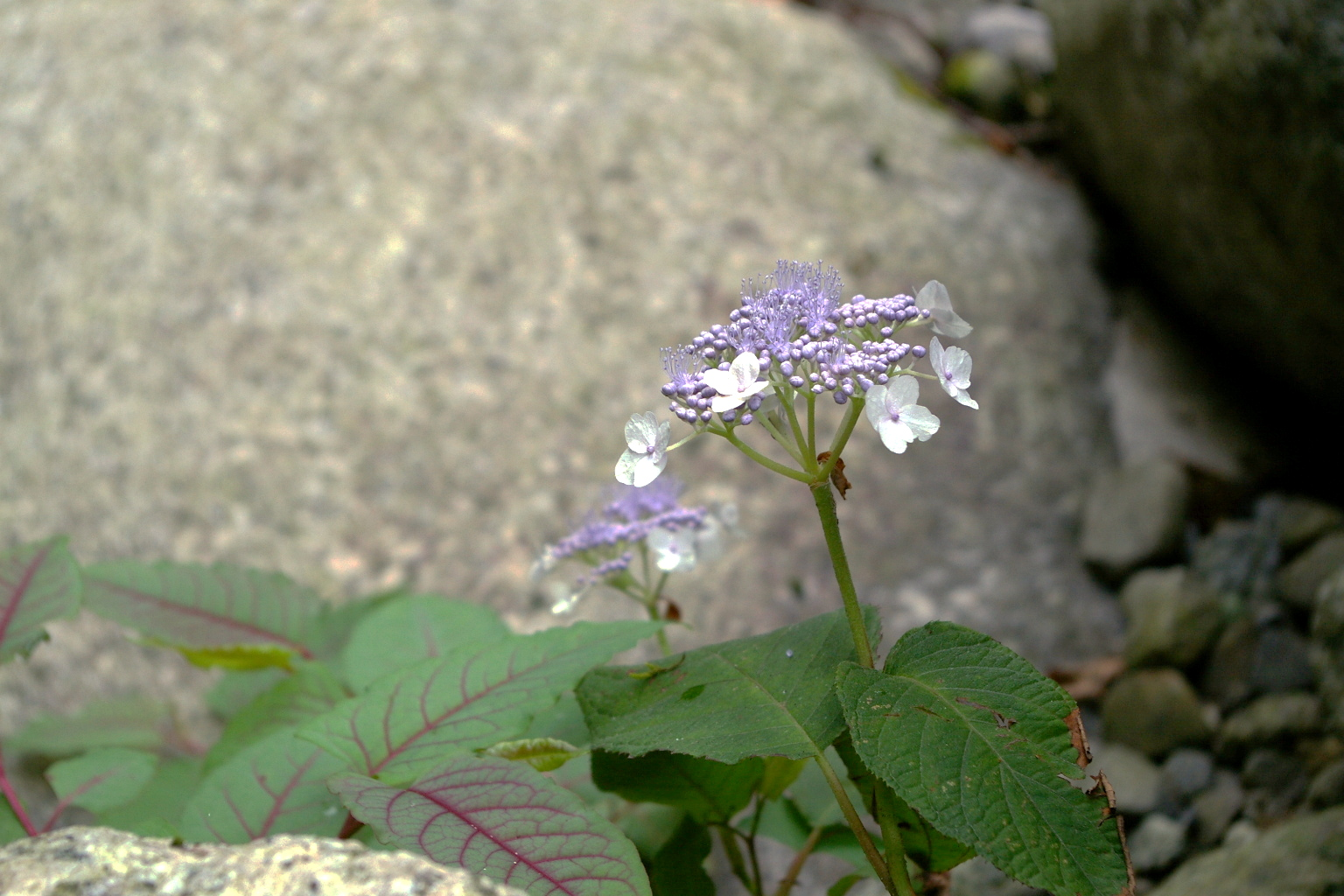
ヤマアジサイ
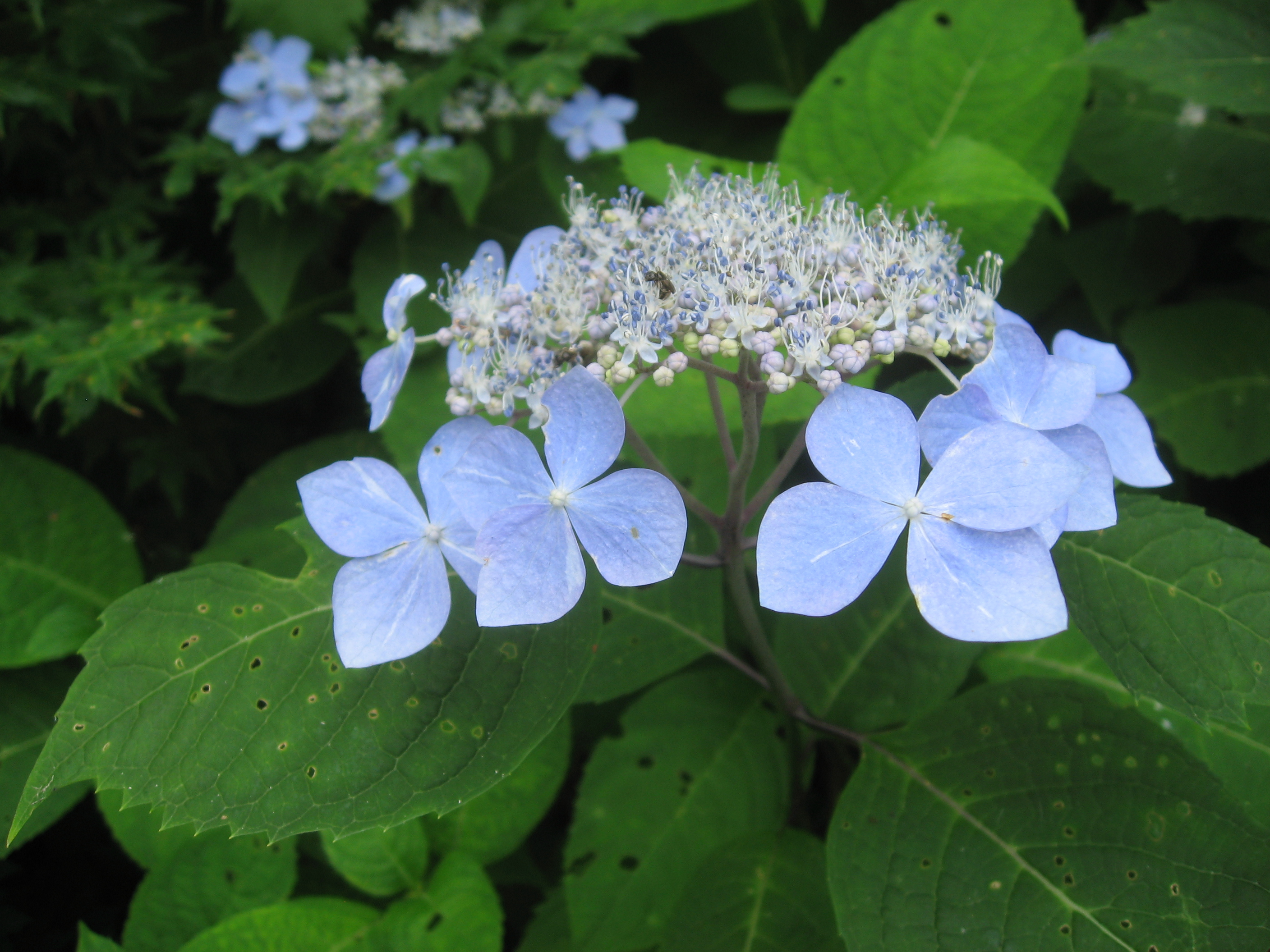
エゾアジサイ
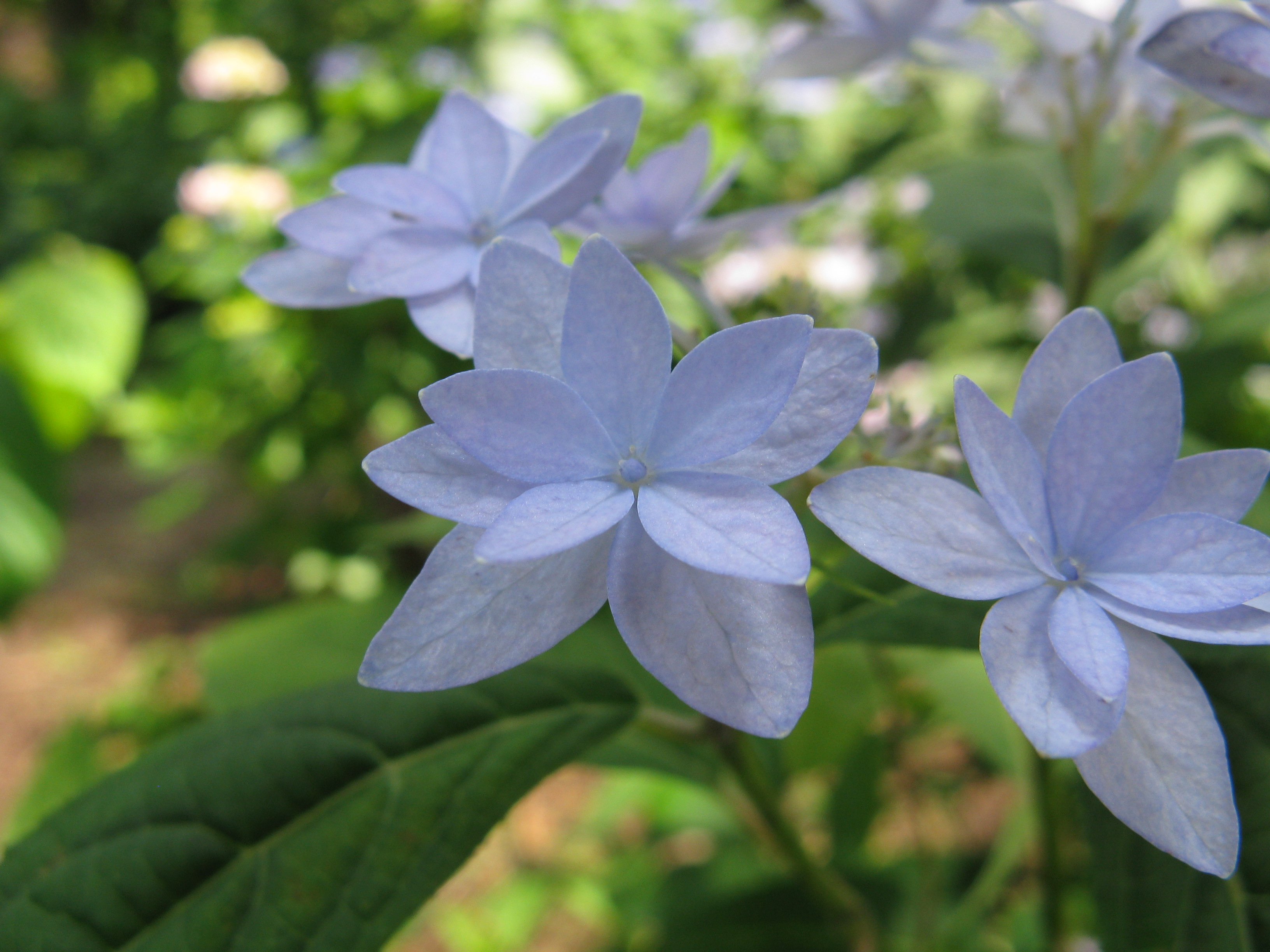
シチダンカ
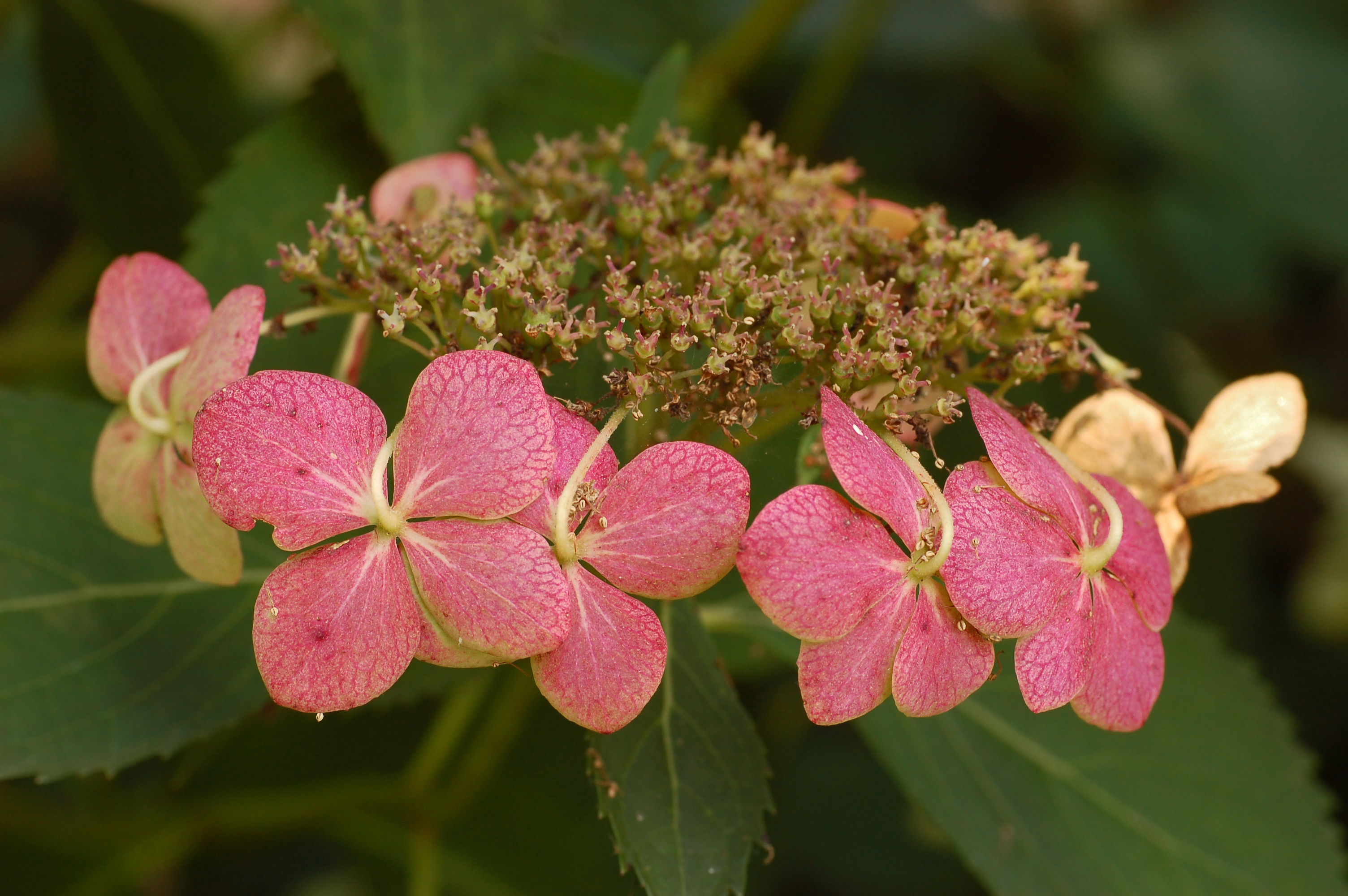
種間雑種の品種‘東京デライト’

#### タマアジサイ亜節

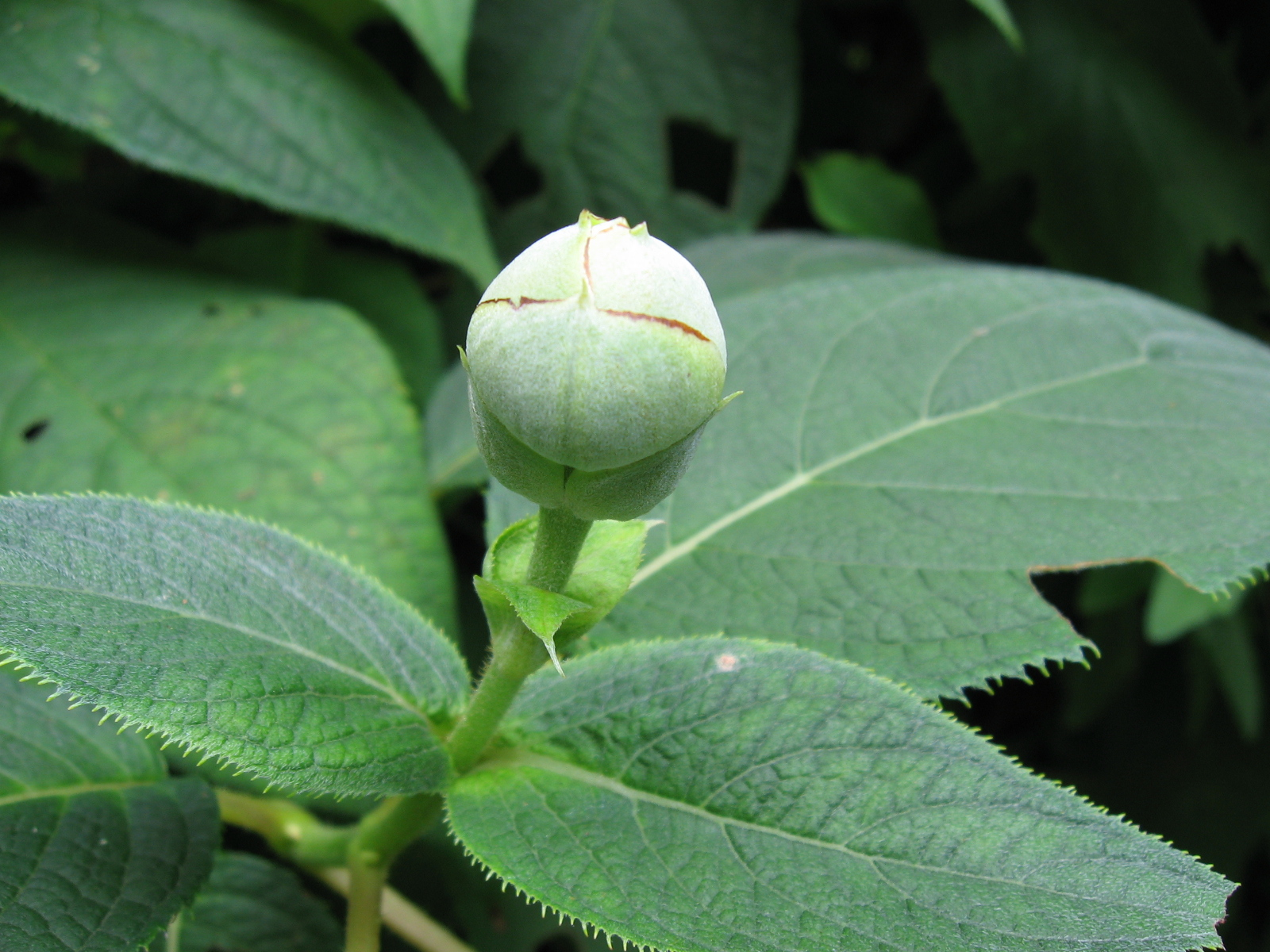
タマアジサイ H. involucrata のつぼみ

タマアジサイ亜節 (Subsect. Asperae) に含まれる種はすべてアジア原産で、ネパール、中国、台湾、インドネシア、日本に分布する。いずれも温暖な気候の山地に自生するが、中国やネパールには厳しい気候に耐えるものもある。高さ1.5–5メートルの低木であり、葉は大きく（10–23センチ）表面は粗く、花序は散房形で丸みを帯びる。花期は6月から9月に始まる。
側系統であり、バイカアマチャ属 Platycrater を内包する。
タマアジサイ
Hydrangea involucrata Siebold。東北地方南部、関東地方、岐阜県までの中部地方の林地に自生する。つぼみが球形であることから名付けられた。装飾花は大きさ20–32mmで白色、両性花は大きさ2–5mmで紫色であり、花序は直径10–15cmである。
ヤハズアジサイ
Hydrangea sikokiana Maxim.。紀伊半島、四国、九州南部の湿った山地に自生する。葉の先が分かれ、矢羽・矢筈（やはず）に似ることから名が付けられた。葉は幅の広い楕円形で大きく（長さ12–23cm）、切れ込みがあるのが特徴である。花期は7–8月で、ふちの装飾花は白く小さく、花序の大きさは20–25cmである。葉を傷つけるとウリのにおいがし、方言では「ウリバ」「ウリノキ」と呼ばれる。
ヒマラヤタマアジサイ
Hydrangea aspera D. Don。ヒマラヤ、中国西部から中部、台湾、インドネシアに分布する。花序は径25cmで、装飾花は少なく白色または薄紫色で大きさ2.5cm、両性花は数が多く赤紫色である。
亜種として、ハイドランゲア・ストリゴサ、ハイドランゲア・サーゲンティアナ、亜種未満の個体群として、ウィロサ、タイワンゴトウヅルがある。
ナガバアジサイ
Hydrangea longifolia Hayata。台湾に分布する。花はタマアジサイに似て、装飾花は大きく、両性花は雄しべが長い。葉は細長く、先がとがる。中国語では「長葉繍球」。
ハイドランゲア・ロンギペス
Hydrangea longipes Franchet。中国、ネパールに分布。高さ2–2.5メートル。花はタマアジサイに似るが、装飾花は小さく、白色または薄紫色で、両性花も白い。葉は細長く、幅3–9cm、長さ7.5–17.5cm程度。中国語では「蒓蘭繍球」。
ハイドランゲア・グラブリペス
Hydrangea glabripes Rehder。中国、ネパールに分布。花はタマアジサイに似る。中国語では「馬桑繍球」。

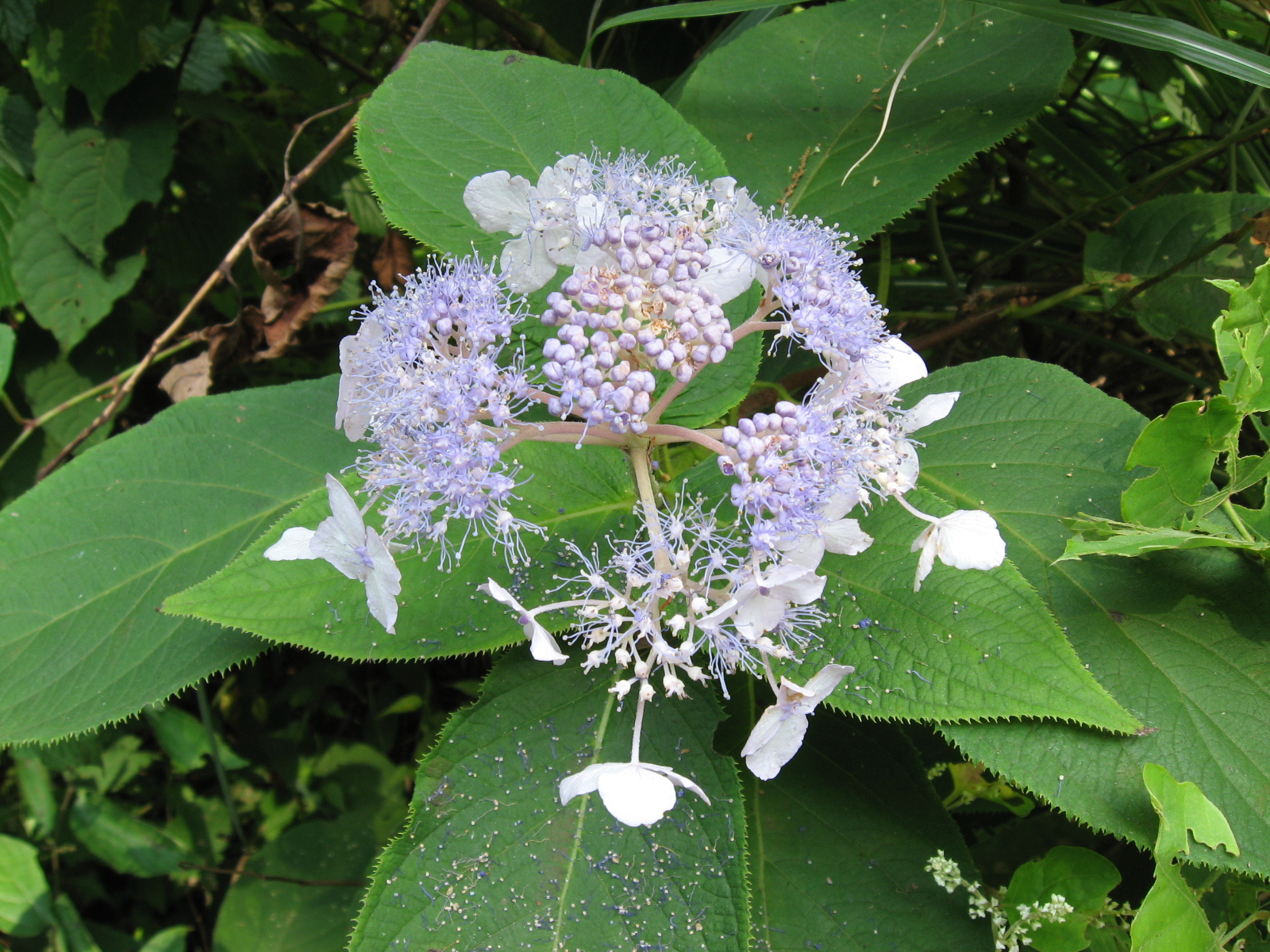
タマアジサイ
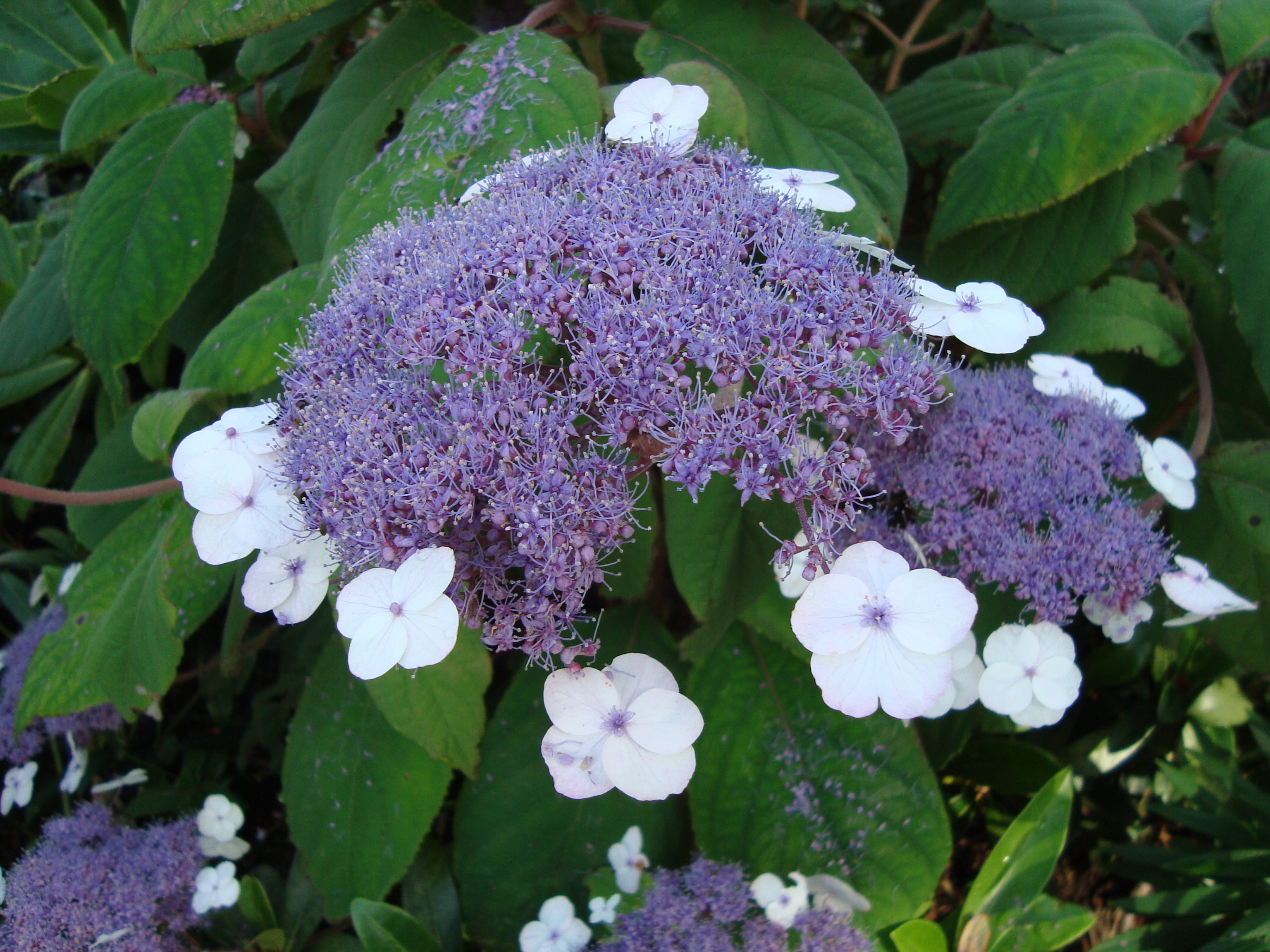
ストリゴサ
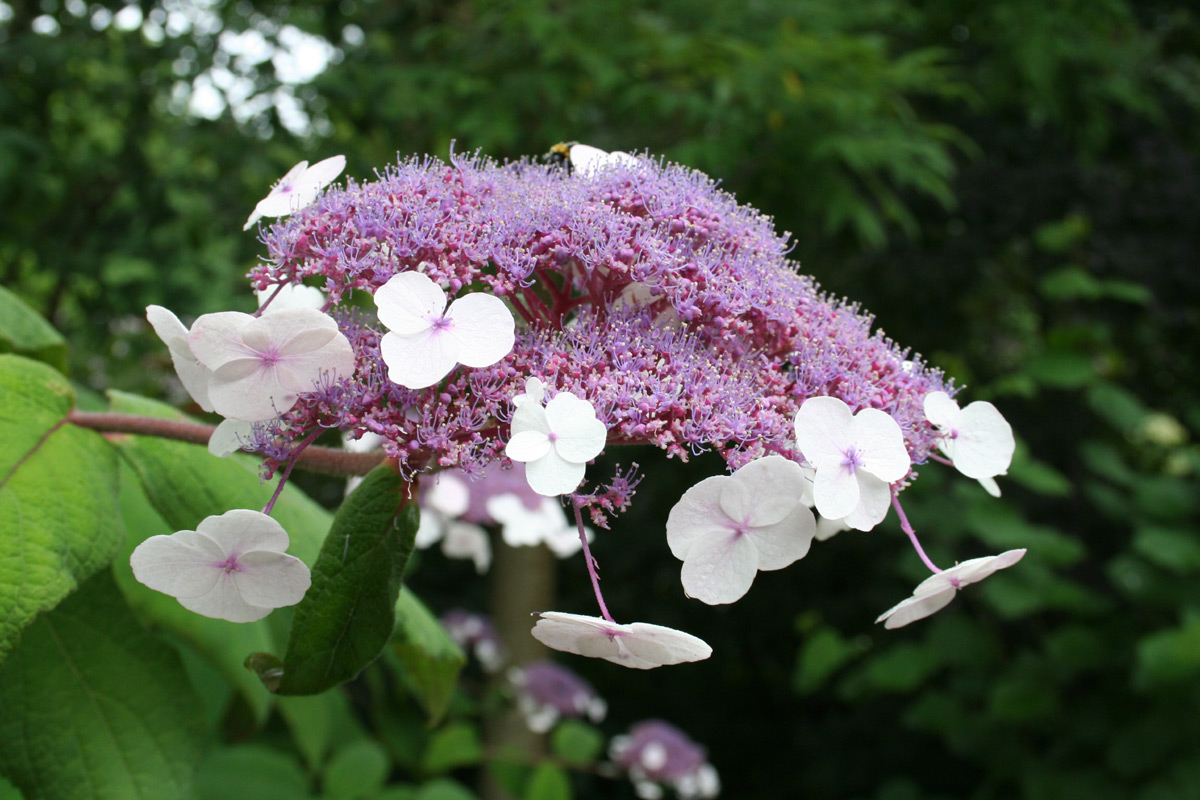
サーゲンティアナ
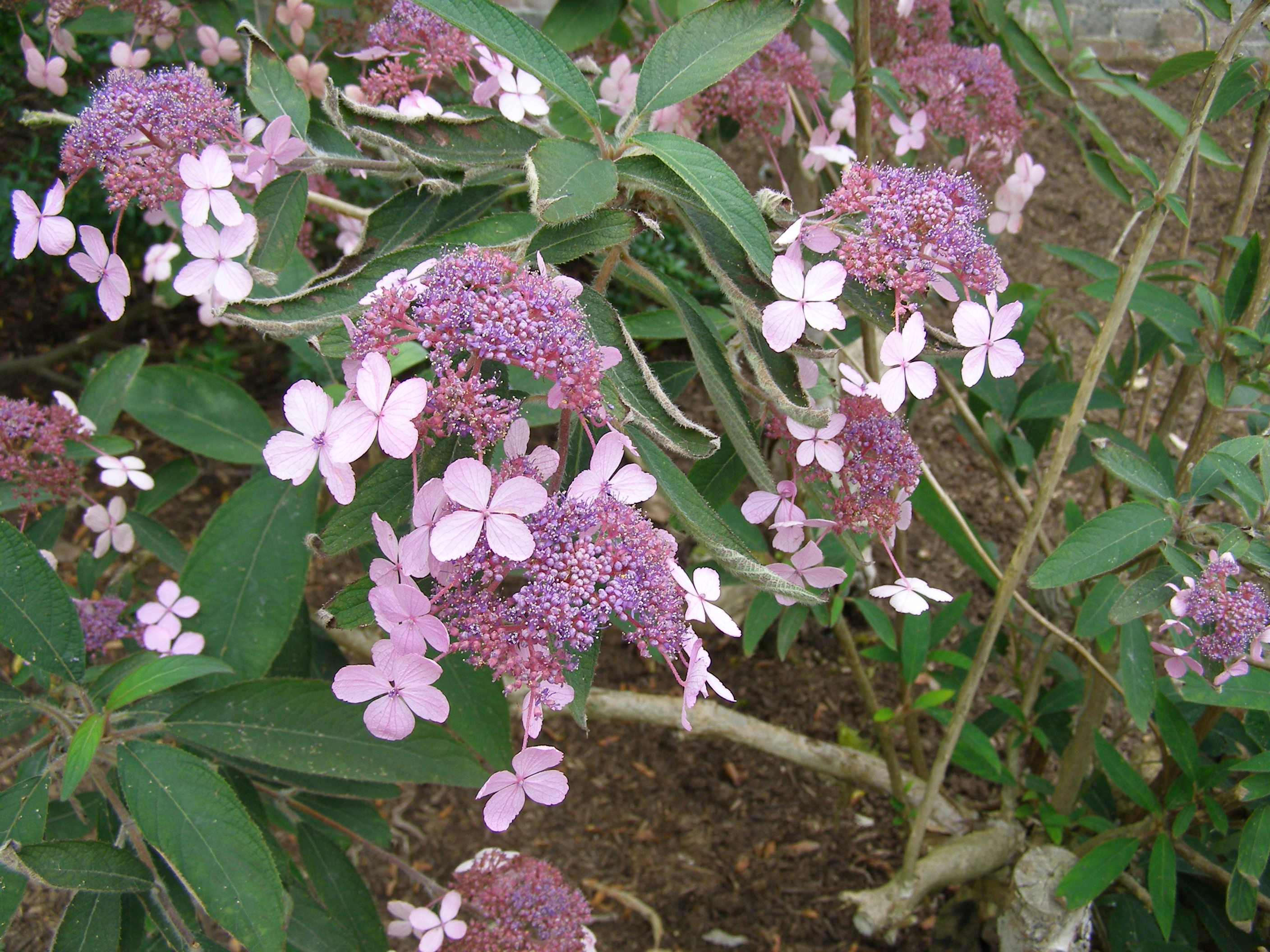
ウィロサ

#### コアジサイ亜節
コアジサイ亜節は、アジサイの名を持つが、装飾花を持たない。
アジサイ亜節の系統に内包され、アジサイ亜節に含める説もある。
- コアジサイ Hydrangea hirta
- キダチノコガク Hydrangea angustipetala
- カラコンテリギ Hydrangea chinensis
- ヤクシマアジサイ Hydrangea grosseserrata
- トカラアジサイ Hydrangea kawagoeana
- Hydrangea lobbii
- コガクウツギ Hydrangea luteovenosa
- ガクウツギ Hydrangea scandens - 名にウツギとあるが、アジサイの1種で、茎と葉がウツギに似ている事からこの名が付いた
- Hydrangea umbellata
- ヤクシマガクウツギ Hydrangea yaakusimensis

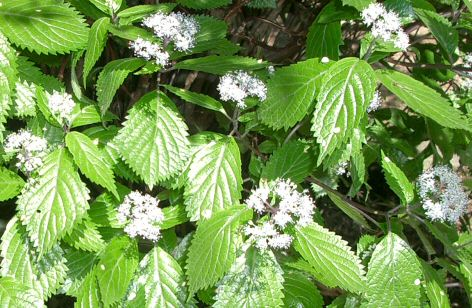
コアジサイ H. hirta
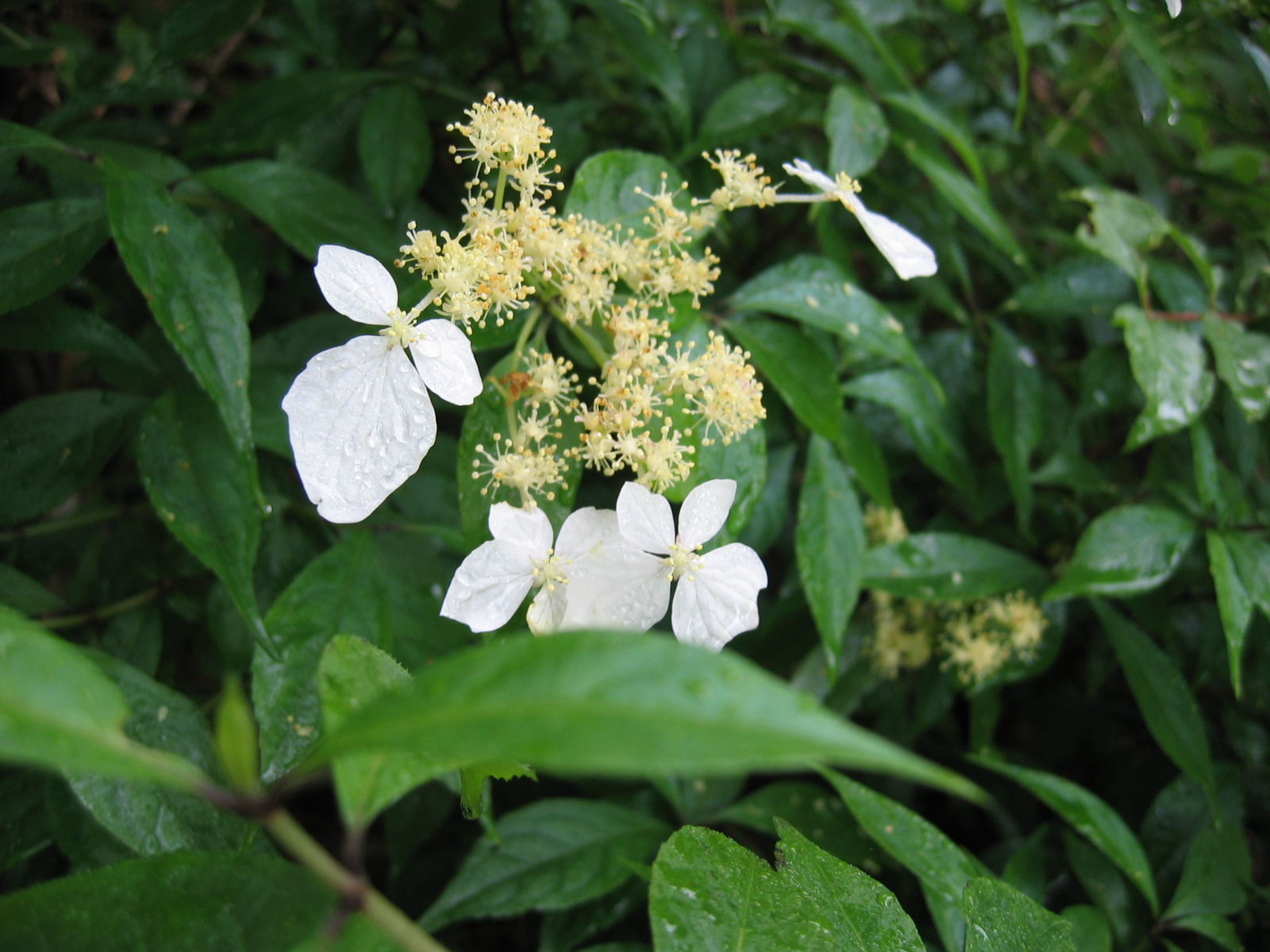
ガクウツギ H. scandens

#### アメリカノリノキ亜節
北米原産。系統的に離れた2系統に分かれる。
- アメリカノリノキ亜節1
  - カシワバアジサイ H. quercifolia - 飾り花をもたない。
- アメリカノリノキ亜節2
  - アメリカノリノキ H. arborescens
  - H. cinerra
  - H. radiata

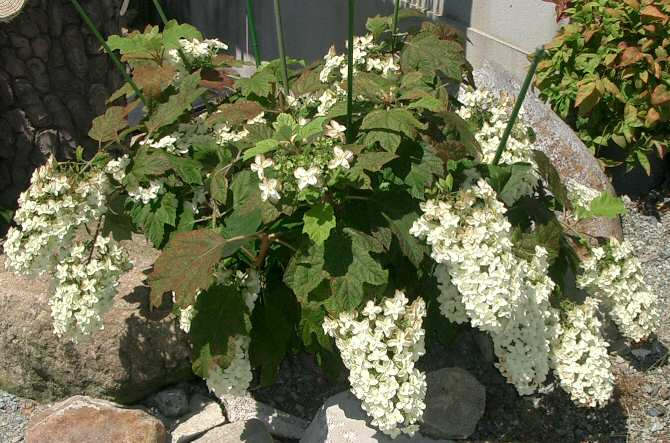
カシワバアジサイ H. quercifolia
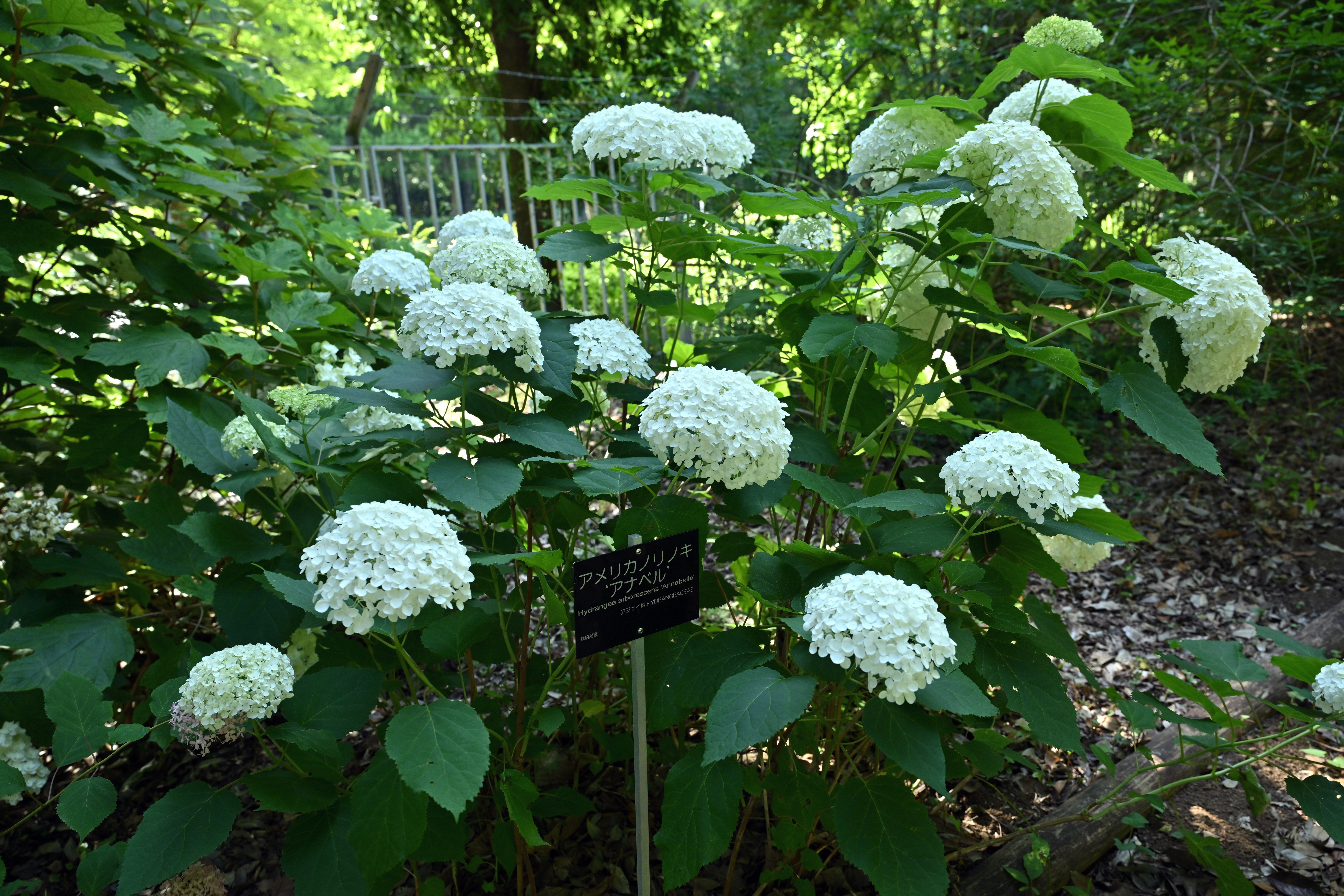
アメリカノリノキ ‘アナベル’H. arborescens 'Annabelle'

#### ノリウツギ亜節
アジサイの名を持たないが、以下の種はアジサイ属で、よく似た花をつける。
- ノリウツギ Hydrangea paniculata
- ヒマラヤノリウツギ Hydrangea heteromalla
- Hydrangea xanthoneura

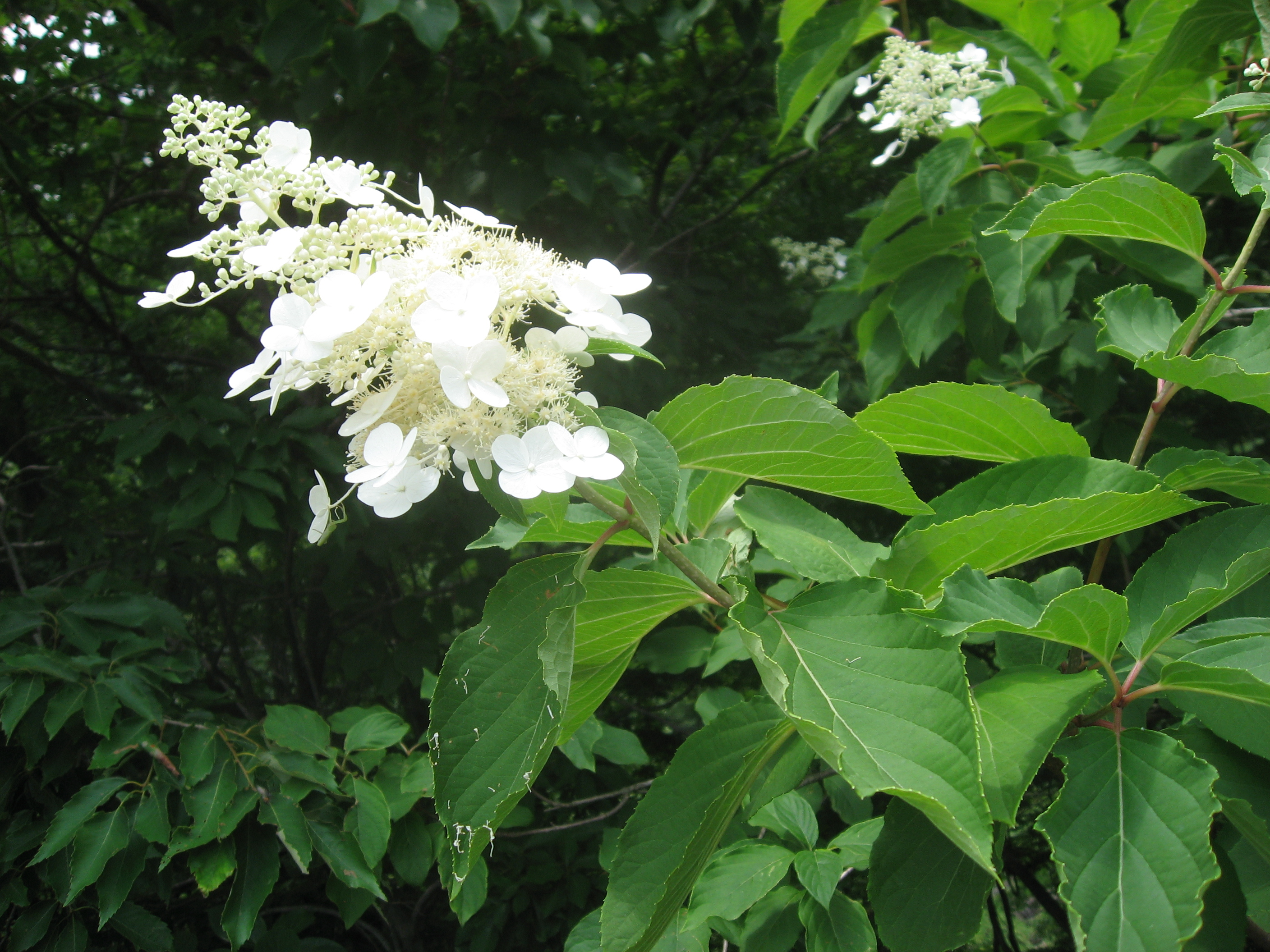
ノリウツギ H. paniculata

#### ツルアジサイ亜節
つる植物となるものもある。
- ツルアジサイ（ゴトウヅル） Hydrangea petiolaris
- タイワンツルアジサイ Hydrangea petiolaris

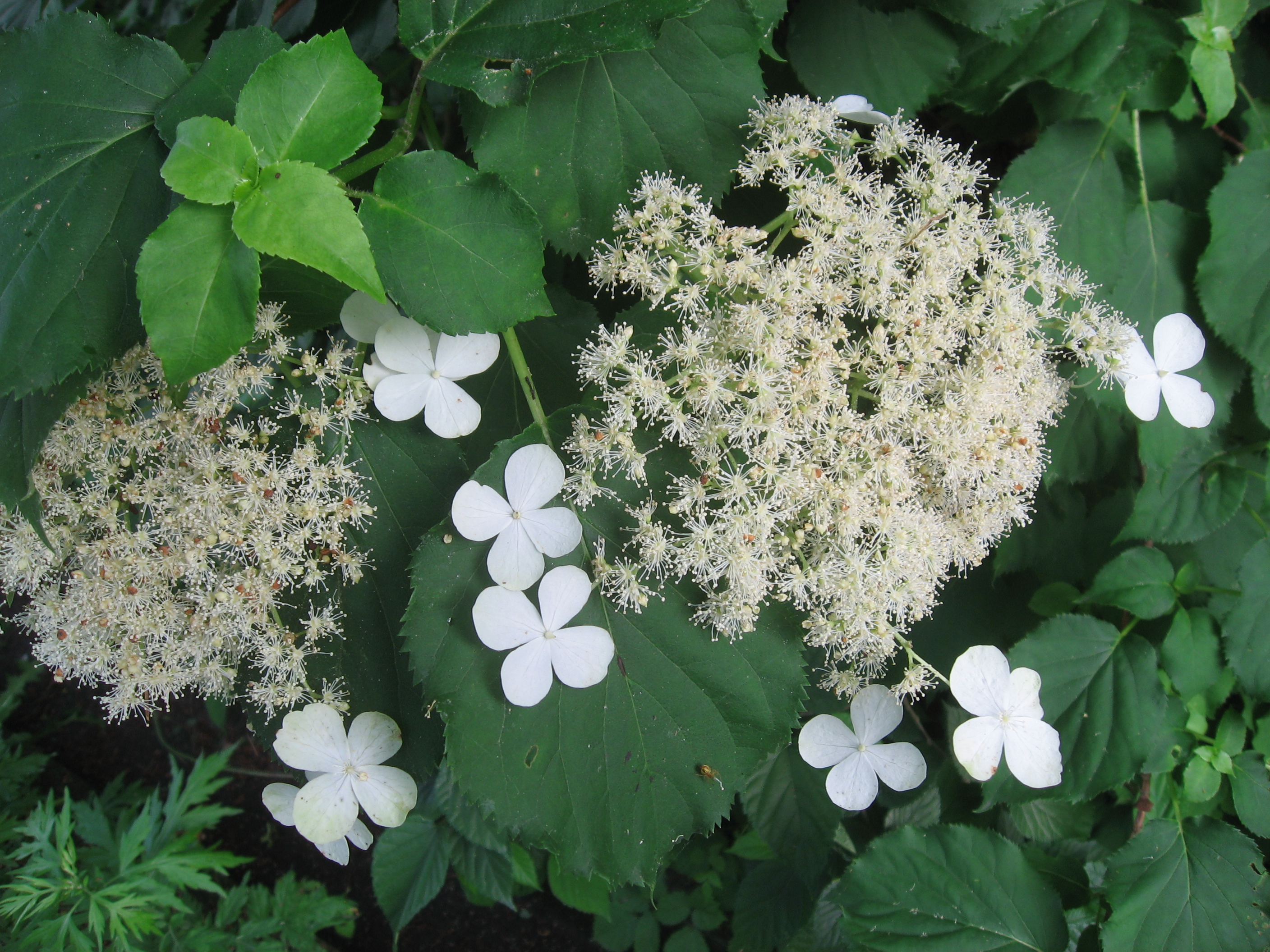
ツルアジサイ H. petiolaris

### クスノハアジサイ節
伝統的に、花序により2亜節に分類されてきたが、分子系統からは否定された。

#### モノセギア亜節
- クスノハアジサイ Hydrangea integrifolia
- Hydrangea peruviana
- Hydrangea seemannii

#### ポリセギア亜節
- Hydrangea serratifolia

## 含まれる可能性のある属
アジサイ属は側系統であり、アジサイ族の他の属を吸収させて単系統とすることが考えられている。
- クサアジサイ属 Cardiandra - クサアジサイ Cardiandra alternifolia Sieb. et Zucc. など4種。草本で、アジサイ様の花を咲かせる。
- ギンバイソウ属 Deinanthe - 2種。
- シマユキカズラ属 Pileostegia - 4種。
- イワガラミ属 Schizophragma - イワガラミ Schizophragma hydrangeoides Sieb. et Zucc. など2種。ツルアジサイに似るが、装飾花が一弁。
- セキヘキノキ属 Decumaria - 2種。
- バイカアマチャ属 Platycrater - バイカアマチャ Platycrater arguta の単型属。
- ハワイアジサイ属 Broussaisia - ハワイアジサイ Broussaisia arguta の単型属。
- ジョウザン属 Dichroa - 12種。

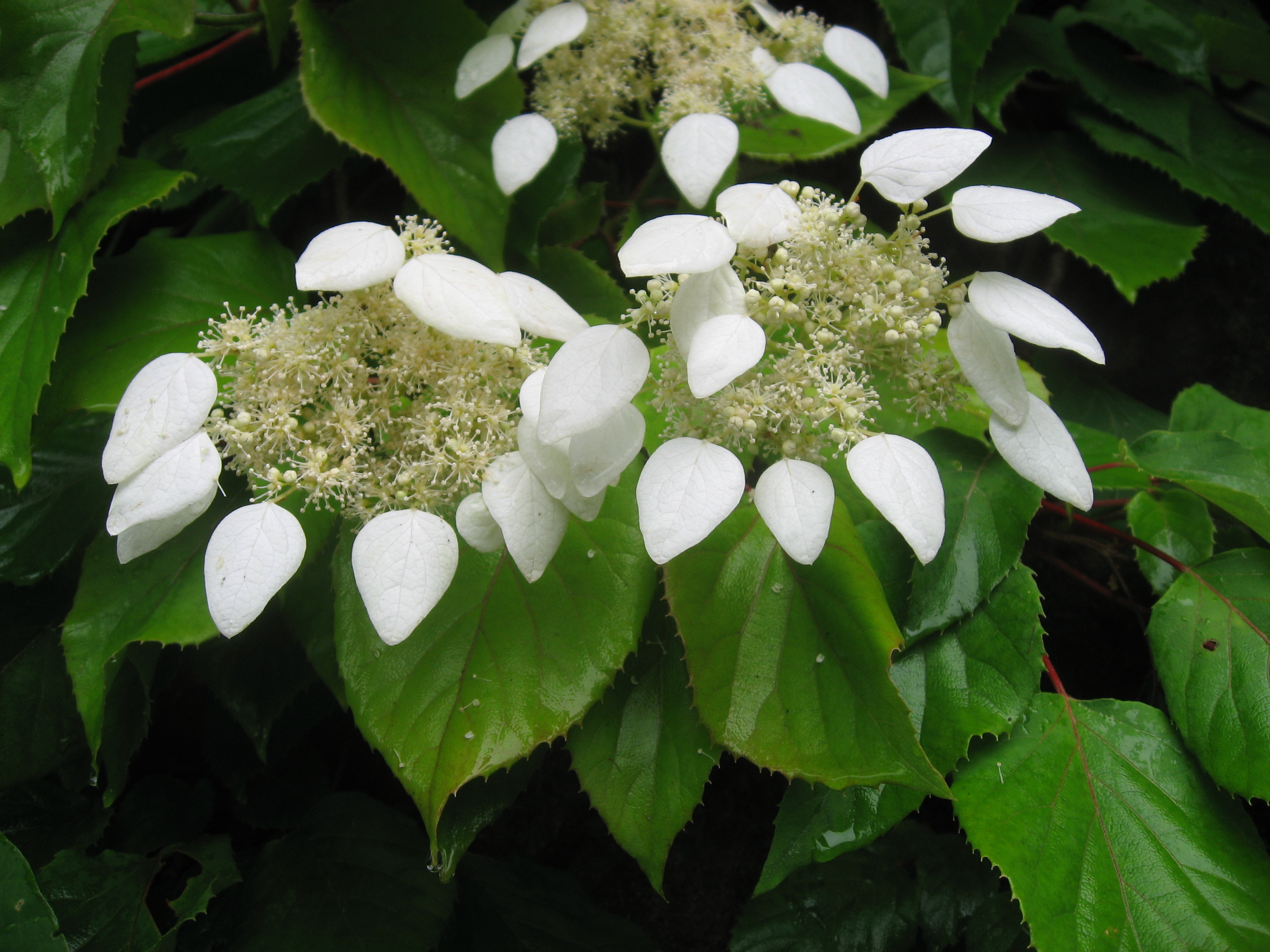
イワガラミ Schizophragma hydrangeoides

## 類似した群
分類上の位置は大きく異なるがレンプクソウ科（旧分類ではスイカズラ科）ガマズミ属にも低木で散房花序の周辺部に装飾花をつけるものがあり、やや様子が似ている。ムシカリ (Viburnum furcatum) やヤブデマリ (Viburnum plicatum f. tomentosum) などがその代表で、ヤブデマリではアジサイと同様に装飾花だけからなる園芸品種オオデマリ (f. plicatum) があるのもよく似ている。

## 毒性
アジサイ属（広義アジサイ）の一部の種では、ウシ、ヤギ、人などが摂食したことによる中毒事例が報告されている。症状は過呼吸、興奮、ふらつき歩行、痙攣、麻痺などを経て死亡する場合もある。1920年にアメリカでアジサイの1種アメリカノリノキ Hydrangea arborescens によるウシとウマでの中毒について、下痢・体温上昇・呼吸数と心拍数の増加・骨格筋の強い収縮・足を突っ張って飛び上がるなどの症状が見られたが、対症療法により回復したと報告されている。日本では2008年6月に、料理の飾りに使われたアジサイの葉を摂食した客が中毒する事故が発生し、嘔吐・めまい・顔面紅潮の症状を示した。
アジサイ属の毒性物質は明らかにされていない。1920年のアメリカでの報告から、根から抽出されたヒドランギンという青酸配糖体（グリコシド）が中毒の原因であると考えられていたが、1963年にこれは誤りであると報告されている。すなわち、ヒドランギンとされた化合物は実際には窒素（青酸）を含まないウンベリフェロン（7-ヒドロキシクマリン）であった。また2008年の日本の中毒例でも、つくば市の件では青酸配糖体は検出されておらず、大阪では葉1グラムあたり29マイクログラムと微量であった。これを受けて厚生労働省は2008年8月18日付けで「アジサイの喫食による青酸食中毒について（2008年7月1日）」の文書を廃止した。
2009年に京都薬科大学の吉川らは中国産のアジサイから青酸配糖体としてヒドラシアノシド類を単離したと報告したが、京都産のものには含まれないなど青酸配糖体の量や種類には品種による差があると述べている。一方アジサイ科ジョウザン属のジョウザンに含まれるアルカロイドの一種、フェブリフギンがアジサイにも見られることが報告されているが、この化合物が中毒の原因であるかは明らかではない。
一方で毒性のないものもあり、アマチャやツルアジサイなどは食用にされる。

## 薬効
毒性を持つ一方で、漢方薬として使用されるアジサイの品種から、フェブリフジンが単離。嘔吐の副作用を克服する誘導体としてハロフジノンがマラリア治療薬として認可される。また近年、自己免疫疾患など他の治療薬としても効く可能性が示唆され、生体内の標的タンパク質も判明するなど、新たな研究が進んでいる。